# كيد (شركة)
كيد كوروبيشن (بالإنجليزية: KID Corp.)‏ (باليابانية: 株式会社キッド)، هي شركة يابانية سابقة مهتمة بتطوير ألعاب الفيديو وإصدارتها، أسست سنة 1988م، وأعلنت حلها سنة 2006م، حيث أنتجت عدة ألعاب الفيديو ومن بينها بيبسي مان المرخصة من شركة بيبسي الأمريكية، وريكا وإيسوليتد واريور وميموريز أوف وغيرها.